# Tommy Wiseau
Tommy Wiseau (formodentlig født som Tomasz Wieczorkiewicz den 3. oktober 1955 i Poznań i Polen) er en amerikansk filminstruktør, manuskriptforfatter, film- og tv-producer samt skuespiller.
Han er bedst kendt for filmen The Room (2003), som mange kritikere har flere kritikere har kaldt "en af værste film, der nogensinde er blevet lavet" og som efter sin udgivelse har udviklet en kultfilmstatus. Wiseau finansierede selv The Room, der havde et budgettet på 6 millioner amerikanske dollars. Han har endvidere instrueret dokumentarfilmen Homeless in America (2004) og situationskomedien The Neighbors (2015).  Wiseaus karriere og skabelsen af The Room er beskrevet i bogen The Disaster Artist: My Life Inside The Room, the Greatest Bad Movie Ever Made af Greg Sestero, der medvirkede i The Room. Bogen er senere blevet filmatiseret og i 2017 udgivet under samme titel.
Meget lidt vides om Wiseaus baggrund. Selv har han påstået, at han har boet i Frankrig, New Orleans og Bay Area-området i USA. Det er senere kommet frem, at Wiseau er født i Poznań i Polen år 1955, selvom om Wiseau selv har påstået at han blev født i 1968.

## Filmografi

### Film
| År   | Titel                              | Instruktør | Producer | Manuskriptforfatter | Skuespiller | Rolle          | Noter    |
| ---- | ---------------------------------- | ---------- | -------- | ------------------- | ----------- | -------------- | -------- |
| 2003 | The Room                           | Ja         | Ja       | Ja                  | Ja          | Johnny         |          |
| 2010 | The House That Drips Blood on Alex |            |          |                     | Ja          | Alex           | Kortfilm |
| 2011 | Bump                               |            |          |                     | Ja          | Rick           | Kortfilm |
| 2015 | Samurai Cop 2: Deadly Vengeance    |            |          |                     | Ja          | Linton Kitano  |          |
| 2016 | Cold Moon                          |            |          |                     | Ja          | Rodeo Official | Cameo    |
| 2017 | The Disaster Artist                |            |          |                     | Ja          | Henry          | Cameo    |
| 2018 | Best F(r)iends                     |            |          |                     | Ja          | Harvey Lewis   |          |

### Dokumentarer
| År   | Titel               | Instruktør | Producer | Manuskriptforfatter | Skuespiller | Rolle    | Noter                                    |
| ---- | ------------------- | ---------- | -------- | ------------------- | ----------- | -------- | ---------------------------------------- |
| 2004 | Homeless in America | Ja         | Ja       | Ja                  | Ja          | Sig selv | Interviewer                              |
| 2016 | Enter the Samurai   |            |          |                     | Ja          | Sig selv | Dokumentar om skabelsen af Samurai Cop 2 |

### TV- og webserier
| År        | Titel                                 | Instruktør | Producer | Manuskriptforfatter | Skuespiller | Rolle                | Noter            |
| --------- | ------------------------------------- | ---------- | -------- | ------------------- | ----------- | -------------------- | ---------------- |
| 2009      | Tim and Eric Awesome Show, Great Job! | Ja         |          |                     | Ja          | Sig selv / Pig Man   | Afsnitt: "Tommy" |
| 2011–2012 | The Tommy Wi-Show                     |            |          |                     | Ja          | T.W.                 |                  |
| 2011      | Tommy Explains it All                 |            |          |                     | Ja          | Sig selv             |                  |
| 2014–     | The Neighbors                         | Ja         | Ja       | Ja                  | Ja          | Charlie / Ricky Rick |                  |

## Udmærkelser
| År   | Verk                | Pris                                                                           | Kategori                                  | Resultat       |
| ---- | ------------------- | ------------------------------------------------------------------------------ | ----------------------------------------- | -------------- |
| 2004 | Homeless in America | New York International Independent Film and Video Festival                     | Best Social Documentary (L.A. Festival)   | Skabelon:Vinst |
| 2004 | The Room            | New York International Independent Film and Video Festival                     | Audience Award – Feature (Miami Festival) | Skabelon:Vinst |
| 2010 | Sig selv            | Harvard's Ivory Tower (Harvard Undergraduate Television) Filmmaker of the Year | Filmmaker of the Year                     | Skabelon:Vinst |